# Kamen Rider Ghost
Kamen Rider Ghost  (яп.  仮面ライダーゴースト   Наездник в маске: Призрак) — японский телевизионный сериал в жанре токусацу. Это семнадцатый по счёту сезон Камен Райдера периода Хэйсэй и двадцать шестой сезон за всё время. Сценаристом для сериала выступил Такуро Фукуда, а режиссёром - Сатоси Морота. Премьерный показ состоялся на японском телеканале TV Asahi 4 октября 2015 года, сразу после завершения предыдущего сезона, Kamen Rider Drive. Параллельно с этим сериалом в эфирном блоке "Время Супергероев" шёл так же Отряд Сюрикенов Ниннинджеры из цикла Super Sentai, а после его завершения, пару Kamen Rider Ghost составил Doubutsu Sentai Zyuohger. Персонажи из одного сериала появлялись в "соседнем" в гостевых камео.

## Сюжет
Главный герой сезона - молодой парень по имени Такеру Тенкуджи, который обучается в храме Дайтэнку, принадлежавшем его отцу Рю. Отец Такеру был охотником на призраков, но погиб от рук сверхъестественного существа 10 лет назад. Такеру пытается перенять его ремесло, и в день своего восемнадцатилетия, получает посылку от давно умершего отца, с непонятным предметом, похожим на глаз, внутри. Сразу после этого он видит перед собой монстров-призраков Ганма из другого мира. Они нападают на него и его подругу Акари, и Такеру, оказавшись неспособным навредить призракам, погибает. Его душа переносится в другой мир, где его встречает таинственный Отшельник, который объясняет, что предмет, полученный Такеру от отца - это специальное устройство под названием Окона (Eyecon, сочетание слов eye и icon), в котором хранится душа человека. Он также даёт ему специальный пояс-Драйвер, который даёт носителю способность побеждать Ганма, превращаясь в Камен Райдера Госта.
Отшельник возвращает Такеру в мир людей, предупреждая, что у него есть всего 99 дней: если он не соберёт за это время 15 Окон с легендарными душами героев и не загадает с их помощью желание воскреснуть, то исчезнет навсегда.
Таким образом, Такеру возвращается обратно в виде призрака. По желанию он может становиться видимым для других людей и взаимодействовать с ними. Вместе со своими друзьями Такеру начинает использовать новую силу, чтобы побеждать Ганма и собирать выпадающие из них Оконы Героев. Его противниками становятся не только монстры, но также мрачный учёный по имени Сайондзи, второй Райдер - Спектр и принц мира Ганма, Алан, который может превращаться в Райдера по имени Некром.
Все Райдеры этого сезона, помимо основных сил, могут использовать Оконы Героев и с их помощью призывать духов в плащах, которые представляют известных исторических личностей, таких как Томас Эдисон или Исаак Ньютон. Духи обладают как собственной волей, так и могут вселяться в Райдера, придавая ему новую форму и усиливая его способности.

## Персонажи
Такэру Тэнкудзи — главный герой сериала. В самом начале умирает от рук монстров Гамма, после чего его встречает Отшельник и даёт ему способность превращаться в Камен Райдера Госта. Такэру очень добрый человек и всегда верит в то, что может исправить помыслы злодея, достучавшись до его сердца. Роль исполняет: Сюн Нисимэ.
Акари Цукимура — подруга Такэру. Она старше него, увлекается наукой и отрицает существование сверхъестественного. Встречи с Гамма и невероятные события, происходящие вокруг, заставляют её изменить собственные взгляды, хотя она по-прежнему отдаёт предпочтение научной стороне вопроса. Роль исполняет: Хикару Осава.
Онари — монах, служащий в храме Дайтэнку. В прошлом помогал Рю Тэнкудзи, затем стал помогать его сыну. Уважает Такэру и всех его друзей, и сам, несмотря на свою неуклюжесть и несерьёзность, обладает добрым сердцем и отвагой. В решающую минуту всегда готов атаковать даже очевидно превосходящего по силам противника, чтобы защитить остальных. Роль исполняет: Такаюки Янаги.
Макото Фуками — второй Райдер сезона, обладающий силой Спектра. Провёл детство и вырос в мире Гамма, куда его затянуло из-за несчастного случая во время эксперимента. Всеми силами пытается спасти свою сестру Канон, душа которой находится в одной из Окон, и ради этого тоже собирает Оконы Героев.  Роль исполняет: Рёсукэ Ямамото.
Алан — принц мира Гамма. Заключает сделку с Сайондзи и время от времени посещает человеческий мир, хотя его поначалу мало интересуют люди. Он является давним другом Спектра и Канон и обладает силой третьего Райдера сезона по имени Некром.  Роль исполняет: Хаято Исомура.
Сайондзи — учёный, в прошлом работавший с отцом Такэру. Он использовал Макото и Канон, как подопытных в эксперименте, после чего их затянуло в мир Гамма. Сайондзи преследует свои собственные цели, пытаясь собрать Оконы Героев и добиться господства над миром. Роль исполняет: Ёсиюки Морисита.
Джавел — один из старших офицеров Гамма. Агрессивный по натуре и прирождённый военный, он постоянно вступает в битвы с Райдерами, желая в первую очередь одолеть их и доказать свою силу. Роль исполняет: Сотаро Ясуда.
Адель — второй принц мира Гамма и старший брат Алана. Одержим мыслью о создании идеального мира-утопии любой ценой. Роль исполняет: Акихиро Маяма.
Игорь — один из старших офицеров Гамма. Так же, как и Акари, занимается наукой, но в отличие от неё, видит людей не более, чем подопытными для своих экспериментов, а все проявления человеческих эмоций - крайне нелогичными, за что получил от Акари кличку "KMS" (Kanpekinaru Mad Scientist, Сумасшедший учёный-перфекционист). Роль исполняет: Хироси Ямамото.
Алия — принцесса мира Гамма. Добра к окружающим и пытается восстановить отношения между членами собственной семьи. Роль исполняет: Рэон Кадэна.
Сибуя и Нарита— двое монахов, помогающих в храме Дайтэнку. Снабжают всю команду ценными сведениями и помогают в поисках Окон Героев. Сибуя имеет сложные отношения с матерью, которая не признаёт в нём настоящего мужчину. Роли исполняют: Такуя Мидзогути и Кансюдзи Рэо.
Канон Фуками — сестра Макото. Так же, как и её брат, в детстве попала в мир Гамма, где их взяла под опеку принцесса Алия. Канон — добрая девушка, которая никому не желает зла и всегда старается удержать других от ссоры. Роль исполняет: Мио Кудо.
Фуми Фукусима — старушка, продающая такояки в парке. Воспринимает Алана, как чудаковатого парня Канон и всегда угощает их обоих лакомствами. Алан в конечном счёте сдруживается с ней и узнаёт от неё многое о людях и человеческом мире. Роль исполняет: Хисако Оката.
Стив Биллс — президент компании, разрабатывающей технологию "Проект Демия". Помогает главным героям, хотя на самом деле одержим одной из Окон, используемых Игорем и пытается сбить их со следа. Роль исполняет: Тэйн Камус.
Аргос — третий принц мира Гамма. Появляется только в фильме-спешле, как антагонист, но мельком упоминается в сериале. Роль исполняет: Рё Кимура.
Отшельник — таинственный старец, давший Такэру специальный пояс-драйвер для превращения в Райдера. Связан с миром Гамма и очевидно знает о нём больше, чем говорит, но на прямые вопросы всегда предпочитает отшучиваться или исчезать. Роль исполняет: Наото Такэнака.
Юрусэн — Призрак-помощник Отшельника. Обладает саркастичным характером и часто отпускает ехидные комментарии в адрес героев. Роль озвучивает: Аои Юки.
Ганмайзеры — сущности, охраняющие Великое Око, источник сил мира Гамма. Они обладают способностью запоминать эмоции и действия других существ и в дальнейшем эволюционировать. Роль озвучивает: Саяка Охара.

## Список серий
| Номер серии | Название | Автор сценария  | Дата премьеры на родине |
| ----------- | --- | --------------- | ----------------------- |
| 1           | Глаза открыты! Это я! (開眼！俺！ Кайган! Орэ!) | Такуро Фукуда   | 4 октября, 2015         |
| 2           | Электрический шок! Король изобретений! (電撃！発明王！ Дэнгэки! Хацумэйо:!) | Такуро Фукуда   | 11 октября, 2015        |
| 3           | В яблочко! Лук и стрелы правосудия! (必中！正義の弓矢！ Хиттю:! Сэйги но юмия!) | Такуро Фукуда   | 18 октября, 2015        |
| 4           | Невероятное событие! Замок в небесах! (驚愕！空の城！ Кё:гаку! Сора но сиро!) | Такуро Фукуда   | 25 октября, 2015        |
| 5           | Шокирующий удар! Загадочный Наездник в маске! (衝撃！謎の仮面ライダー！ Сё:геки! Надзо но камэн райда:!) | Такуро Фукуда   | 8 ноября, 2015          |
| 6           | Судьба! Мелодия воскрешения! (運命！再起のメロディ！ Уммэй! Сайки но мэроди!) | Нобухиро Мори   | 15 ноября, 2015         |
| 7           | Меткий выстрел! Легендарный стрелок! (早撃！伝説のガンマン！ Хаяути! Дэнсэцу но гаммэн!) | Такуро Фукуда   | 22 ноября, 2015         |
| 8           | Активация! Другой Монолит! (発動！もう一つのモノリズ！Хацудо:! Мо: хитоцу но моноридзу!) | Такуро Фукуда   | 29 ноября, 2015         |
| 9           | Внушительно! Преданный человек! (堂堂！ 忠誠の男！ До: до:! Тю:сэй но отоко!) | Нобухиро Мори   | 6 декабря, 2015         |
| 10          | Сбор! 15 Окон! (結集！１５の!眼魂アイコン Кэссю:! Дзюго но Айкон!) | Нобухиро Мори   | 13 декабря, 2015        |
| 11          | Великолепие! Загадочный глаз! (荘厳！神秘の目！ Сё:гон! Симпи но мэ!) | Такуро Фукуда   | 20 декабря, 2015        |
| 12          | Героизм! Решение мужчины! (壮絶！男の覚悟！ Со:дзэцу! Отоко но какуго!) | Такуро Фукуда   | 27 декабря, 2015        |
| 13          | Волнение! Свободный мужчина! (豪快！自由な男！ Го:кай! Дзию: на отоко!) | Нобухиро Мори   | 10 января, 2016         |
| 14          | Восхитительный вид! Рассвет Земли! (絶景！地球の夜明け！ Дзэккэй! Тикю: но ёакэ!) | Нобухиро Мори   | 17 января, 2016         |
| 15          | Муки! Упрямый мастер побегов! (苦悩！頑固な脱出王！ Куно:! Ганко на дассюцу-о:!) | Такуро Фукуда   | 24 января, 2016         |
| 16          | Идеальная форма! Белый Наездник в маске! (完璧！白い仮面ライダー！ Кампэки! Сирои камэн райда:!) | Такуро Фукуда   | 31 января, 2016         |
| 17          | Восхищение! Призрачная Королева! (絢爛！幻の女王！ Кэнран! Мабороси но Дзё-о:!) | Кэйити Хасэгава | 7 февраля, 2016         |
| 18          | Внезапный поворот! Загадочная наука! (逆転！神秘な科学！ Гякутэн! Симпи на кагаку!) | Кэйити Хасэгава | 14 февраля, 2016        |
| 19          | Взрыв! Рисуй от всего сердца! (爆発！絵を描く心！ Бакухацу! Э о эгаку кокоро!) | Такуро Фукуда   | 21 февраля, 2016        |
| 20          | Извержение! Пламя дружбы! (炸裂！炎の友情！ Сакурэцу! Хоноо но ю:дзё:!) | Такуро Фукуда   | 28 февраля, 2016        |
| 21          | Потрясение! Мир Гамма! (驚異！眼魔の世界！ Кё:и! Гамма но Сэкай!) | Кэйити Хасэгава | 6 марта, 2016           |
| 22          | Заговор! Ловушка Аделя! (謀略！アデルの罠！ Бо:ряку! Адэру но вана!) | Кэйити Хасэгава | 13 марта, 2016          |
| 23          | Одержимость! Гигантская Окона! (入魂！デッカい眼魂！ Ню:кон! Дэккай айкон!) | Такуро Фукуда   | 20 марта, 2016          |
| 24          | Появление! Загадочный воин! (出現！謎の戦士！ Сюцугэн! Надзо но сэнси!) | Нобухиро Мори   | 27 марта, 2016          |
| 25          | Катастрофа! Красное небо! (異変！赤い空！ Ихэн! Акаи сора!) | Кэйити Хасэгава | 3 апреля, 2016          |
| 26          | Конфликт! Найти решение! (葛藤！決断の条件！ Катто:! Кэцудан но дзё:кэн!) | Такуро Фукуда   | 10 апреля, 2016         |
| 27          | Всё или ничего! Готовы к проникновению! (決死！覚悟の潜入！ Кэсси! Какуго но сэнню:!) | Такуро Фукуда   | 17 апреля, 2016         |
| 28          | Пылай! Глубинная сила! (爆現！深淵の力！ Бакугэн! Синъэн но тикара!) | Такуро Фукуда   | 24 апреля, 2016         |
| 29          | Второе пришествие! Испытание мастера побегов! (再臨！脱出王の試練！ Сайрин! Дассюцу-о но сирэн!) | Нобухиро Мори   | 1 мая, 2016             |
| 30          | Навеки! Плач сердца! (永遠！心の叫び！ Эйэн! Кокоро но сакэби!) | Нобухиро Мори   | 8 мая, 2016             |
| 31          | Ужасающе! Сила Ганмайзеров! (奇妙！ガンマイザーの力！ Кимё:! Гаммайдза но тикара!) | Кэйити Хасэгава | 15 мая, 2016            |
| 32          | Воспоминания! Тайна сердца! (追憶！秘めた心！ Цуйоку! Химэта кокоро!) | Кэйити Хасэгава | 22 мая, 2016            |
| 33          | Чудо! Бесконечность разума! (奇跡！無限の想い！ Кисэки! Мугэн но омои!) | Кэйити Хасэгава | 29 мая, 2016            |
| 34          | Скитания в пустоте! Мир Грёз! (迷走！夢の世界！ Мэйсо:! Юмэ но сэкай!) | Нобухиро Мори   | 5 июня, 2016            |
| 35          | Эволюция! Сила веселья! (真価！楽しさの力！ Синка! Танохиса но тикара!) | Нобухиро Мори   | 12 июня, 2016           |
| 36          | Ярость! Провозглашение айдола! (猛烈！アイドル宣言！ Мо:рэцу! Айдору сэнгэн!) | Кэйити Хасэгава | 19 июня, 2016           |
| 37          | Оттачивание умений! Путь каждого! (修得！それぞれの道！ Сю:току! Сорэдзорэ но мичи!) | Кэйити Хасэгава | 26 июня, 2016           |
| 38          | Возрождение! Душа Героя! (復活！英雄の魂！ Фуккацу! Эйю: но тамаси:!) | Нобухиро Мори   | 3 июля, 2016            |
| 39          | Противоборство! Отец и дочь! (対立！父と娘！ Тайрицу! Тити то мусумэ!) | Такуро Фукуда   | 10 июля, 2016           |
| 40          | Отвага! Грустное решение! (勇気！悲壮な決断！ Ю:ки! Хисо: на кэцудан) | Такуро Фукуда   | 17 июля, 2016           |
| 41          | Переворот! Решение Магистра! (激動！長官の決断！ Гэкидо:! Тё:кан но кэцудан!) | Кэйити Хасэгава | 24 июля, 2016           |
| 42          | Потрясение! Правда об Отшельнике! (仰天！仙人の真実！ Гё:тэн! Сэннин но синдзицу!) | Кэйити Хасэгава | 31 июля, 2016           |
| 43          | Объединение! Маленький гений! (接続！天才少年！ Сэтудзоку! Тэнсай сё:нэн!) | Нобухиро Мори   | 7 августа, 2016         |
| 44          | Активация! Ужас проекта Демия! (起動！デミアの恐怖！ Кидо:! Дэмиа но кё:фу!) | Нобухиро Мори   | 14 августа, 2016        |
| 45          | Кошмар! Исчезающий мир! (戦慄！消えゆく世界！ Сэнрицу! Киэ юку сэкай!) | Кэйити Хасэгава | 21 августа, 2016        |
| 46          | Дуэль! Слова, сказанные мечником! (決闘！剣豪からの言葉！ Кэтто:! Кэнго: кара но котоба!) | Кэйити Хасэгава | 28 августа, 2016        |
| 47          | Примирение! Всё разрешится! (呼応！それぞれの覚悟！ Ко:о! Сорэдзорэ но какуго!) | Такуро Фукуда   | 4 сентября, 2016        |
| 48          | Сбор! Разрубить цепи отчаяния! (集結！悲しみの連鎖！ Сю:кэцу! Канасими но рэнса!) | Такуро Фукуда   | 11 сентября, 2016       |
| 49          | Бесконечность! Сила человечества! (無限！人の力！ Мугэн! Хито но тикара!) Этот эпизод завершает сюжетную арку Kamen Rider Ghost. | Такуро Фукуда   | 18 сентября 2016        |
| 50          | Эпилог (специальный эпизод): Будущее! Объединённые помыслы! (最終話（特別編）未来！繋がる想い！ Сайсю:ва (Токубэцу-хэн): Мирай! Цунагару Омои!) Эпизод, который является своеобразным "мостом" между Kamen Rider Ghost и следующим сезоном - Kamen Rider Ex-Aid. В нём участвуют персонажи из обоих сезонов. | Такуро Фукуда   | 25 сентября, 2016       |

## Фильмы
Камэн Райдер Гост дебютировал в качестве гостевого камео в специальном фильме Kamen Rider Drive: Surprise Future, имеющем отношение к предыдущему сезону, Kamen Rider Drive.

### Super Movie War Genesis
Kamen Rider × Kamen Rider Ghost & Drive: Super Movie War Genesis  (яп.  仮面ライダー×仮面ライダー ゴースト&ドライブ 超MOVIE大戦ジェネシス  рус. Наездник в Маске х Наездники в масках Гост и Драйв: Супер Война-Генезис) — фильм, вышедший в японских кинотеатрах 12 декабря 2015 года. Это полнометражный кроссовер между сериалами Kamen Rider Ghost и Kamen Rider Drive.

### Kamen Rider 1
Kamen Rider 1  (яп.  仮面ライダー1号  рус. Первый Наездник в маске) — фильм, вышедший в кинотеатрах 26 марта 2016 года. Является частью празднования 45-летнего юбилея франшизы Kamen Rider, и включает в себя актёрский состав из Kamen Rider Ghost, а также новую форму оригинального Камэн Райдера, роль которого исполнил Хироси Фудзиока - исполнитель главной роли в сериале 1971 года.

### The 100 Eyecons and Ghost's Fated Moment
Kamen Rider Ghost the Movie: The 100 Eyecons and Ghost's Fated Moment  (яп.  劇場版 仮面ライダーゴースト 100の眼魂とゴースト運命の瞬間  рус. Наездник в маске: Призрак: 100 Окон и судьбоносный момент Госта) — фильм, выпущенный в кинотеатрах 6 августа 2016 года, вместе с фильмом по Doubutsu Sentai Zyuohger. Впервые представляет антагонистов Тёмного Госта/Экстримера, а также троих Тёмных Некромов и второстепенного протагониста по имени Нулевой Спектр. Также в фильме появляется Райдер из следующего сезона, Экс-Эйд.

### Kamen Rider Heisei Generations
Kamen Rider Heisei Generations: Dr. Pac-Man vs. Ex-Aid & Ghost with Legend Rider (яп. 仮面ライダー平成ジェネレーションズ　Dr.パックマン対エグゼイド&ゴースト　with レジェンドライダ рус. Наездник в маске: Поколения эры Хэйсэй: Доктор Пак-Мен против Экс-Эйда и Госта с Легендарными Райдерами)  — последний фильм с участием Госта. Также в фильме появятся другие Райдеры эры Хэйсэй: Драйв, Визард и Гайм. Сюжет фильма рассказывает о таинственном компьютерном вирусе "Пак-Мен" (чьё появление основано на одноименной видеоигре), заражающем людей. Премьерный показ запланирован на 10 декабря 2016 года. Фильм посвящен празднованию "Супергеройского года" в Японии и приурочен к его завершению.

## Интересные факты
- Актёру Сюну Нисимэ, исполнившему роль главного героя, на момент начала съёмок было семнадцать лет. Таким образом, он является одним из самых молодых актёров, когда-либо сыгравших Камэн Райдера. Другими юными актёрами были Масаки Суда, исполнивший роль Филипа в Kamen Rider Double (16 лет) и Такэру Сато из Kamen Rider Den-O (17 лет).
- Заглавную тему для сериала, звучащую в опенинге, исполнила группа Kishidan. Она называется "Warera Omou, Yue ni Warera Ari" (我ら思う、故に我ら在り, рус "Мы думаем, следовательно, мы есть"). Название песни перекликается с темой использования образов исторических личностей в сезоне, и является отсылкой к высказыванию Декарта: "Я мыслю, следовательно, существую".
- Солист группы Kishidan полушутя сказал в одном из интервью, что очень волновался при написании песни о призраках. Для работы ему даже потребовалась дополнительная консультация у композитора Такаси Ниигаки, работавшего над музыкой к играм Resident Evil: Director's Cut и Onimusha.
- Директора компании, разрабатывающей "Проект Демия", зовут Стив Биллс. Это комбинация имён Стива Джобса, сооснователя корпорации Apple и Билла Гейтса, основателя компании Microsoft.